# Cananga
Cananga es un género de la familia de las anonáceas, nativo de Indochina y Melanesia e introducido en otras regiones tropicales y subtropicales del mundo. Consta de dos especies de árboles y arbustos.

## Hábitat
Cananga odorata es originaria de Madagascar pero actualmente la podemos encontrar en Asia tropical, Malasia y en Europa. Normalmente se encuentra en lugares húmedos  Este gran árbol suele plantarse en las inmediaciones de las viviendas en Asia tropical por su suave aroma que recuerda al jacinto.

## Descripción
Su tamaño suele oscilar de 10 a 20 metros (en casos excepcionales se han encontrado ejemplares de 30 metros), con grandes ramas de 3 a 6 metros de longitud, Referente al suelo suelen preferir lugares iluminados y húmedos.Su crecimiento es muy rápido pueden llegar a pasar los de 2 metros al año en los primeros años de vida. Las hojas son de color verde oscuro pueden llegar a medir unos 20 centímetros tienen una forma un poco elíptica acabadas en punta.

## Flores
Podemos encontrar en cada rama dividida de una rama principal de 4 a 12 flores. Estas flores tienen unos 6 pétalos y mide unos 8 centímetros de diámetro. Cuando la flor es joven, los pétalos aparecen como torcidos que se pondrán rectos cuando madure la flor.
Las flores son las responsables del aroma que desprende esta especie. Al principio, son de un color verdoso pero a medida que van madurando se vuelven de un color amarillento llegando a adquirir un color amarillo-marrón. El fruto es de color verde oscuro-negro, su tamaño es de 1,5 a 2,5 centímetros y pueden contener de 6 a 12 frutos unidos.

## Ecología
Se encuentra en los lugares húmedos, aunque también se puede cultivar en otros muchos lugares si puede disponer del agua necesaria (pueden aguantar 2 meses en lugares secos luego mueren)
Cananga Odorata es originaria de Madagascar pero actualmente la podemos encontrar en Asia tropical, Malasia y en Europa..
La solemos encontrar en ambientes entre 18 y 28 °C  llegando a soportar un máximo de 35 °C y un mínimo de 5 °C
Ylang-Ylang puede llegar a tolerar grandes cambios de pH (de 4,5 a 8,0) y soportar grandes temperaturas a pleno sol. Se propaga fácilmente a partir de semillas, pero también se puede propagar a través de cortes y replantaciones de sus ramas.

## Taxonomía
El género fue descrito por (DC.) Hook.f. et Thomson y publicado en Flora Indica: being a systematic account of the plants . 129. 1855.  La especie tipo es: Cananga odorata

## Usos
Las flores de Cananga odorata se utilizan comercialmente, de ellas se destila un aceite esencial para su uso en cosmética y perfumería.